# 高溴酸铵
高溴酸铵是一种无机化合物，化学式为NH4BrO4，它可由高溴酸和氨水反应得到。它在水中的溶解度略低于高氯酸铵，在甲醇、乙醇和丙酮中的溶解度略高于高氯酸铵。

## 化学性质
它在170 °C开始分解，或在更高温度加热爆炸，其主产物为氮气、氧气、溴和水，以及少量的一氧化二氮和二氧化氮。